# Harsza

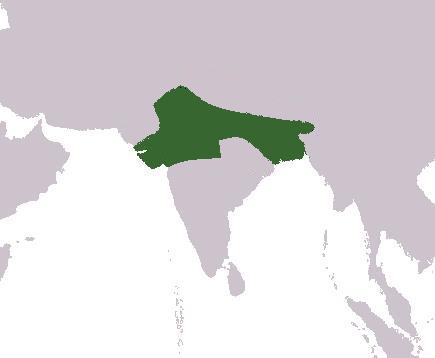
Imperium Harszy.

Harsza; Harszawardhana (ur. ok. 590, zm. ok. 647) – władca indyjski, który utworzył na północy tego kraju rozległe państwo.
Harsza był najmłodszym synem króla Tahnesaru - Prabhakarawardhany. Na tronie królewskim zasiadł w 606 roku, po śmierci starszego brata Radżajawardhany, który zginął w czasie wojny z władcą Bengalu - Szaszanką. W tym samym czasie w walce z władcą Malwy poległ Grahawarman, mąż Radżjasri - siostry Harszy. Radżjasri po śmierci męża musiała ratować się ucieczką. Jednym z pierwszych działań Harszy po objęciu władzy było zatem zapewnienie schronienia siostrze. Jednocześnie sprzymierzył się z królem Kamarupy - Kumarabhaskarawarmanem i wystąpił przeciw Szaszance. Harszy nie udało się pokonać Szaszanki, lecz w czasie prowadzonej w latach 606-612 wojny poddał swojej zwierzchności obszar "pięciu Indii", jak to określił chiński pielgrzym Xuanzang. Obszar ten obejmował prawdopodobnie Walabhi, Magadhę, Kaszmir, Gudżarat oraz Sind. W 620 roku Harsza zaatakował Dekan, został jednak powstrzymany przez władcę Ćalukjów - Pulakeszinę II. Harsza prowadził większe lub mniejsze działania wojenne przez niemal cały okres swojego panowania. Nawiązał również kontakty dyplomatyczne z chińską dynastią Tang.
Stworzone przez Harszę imperium składało się z wielu królestw, których władcy uznawali zwierzchność Harszy. W swoich władztwach cieszyli się autonomią, lecz zobowiązani byli do płacenia haraczu. Dzięki temu systemowi zależności Harsza podporządkował sobie ogromne obszary od szczytów górskich na północy po Narmandę na południu, oraz Gandżam na wschodzie i Walabhi na zachodzie. Mimo że jego panowanie znaczą liczne wojny, w tradycji indyjskiej władca ten obok Asioki był uważany za idealnego monarchę. Nawrócony na buddyzm, słynął ze swojej dobroczynności, troski o pielgrzymów, biednych i chorych. Podczas wielkich zgromadzeń, zwoływanych co pięć lat u zbiegu Gangesu i Jamuny rozdawał pieniądze ubogim. Na jego dworze działali liczni uczeni i pisarze. Także sam Harsza jest autorem poematów - "Nagananda", "Ratnawali" i "Prijdarsika".
Mimo wysiłków Harszy stworzone przez niego imperium nie przetrwało swego założyciela. Po jego śmierci pogrążyło się w wewnętrznych walkach i rozpadło się na wiele drobnych królestw.